# Bruce Halford
Bruce Henley Halford (Hampton-in-Arden, 18 maggio 1931 – Chruston Ferres, 2 dicembre 2001) è stato un pilota di Formula 1 britannico.